# Oligoplites saliens
 Oligoplites saliens  és una espècie de peix de la família dels caràngids i de l'ordre dels perciformes.

## Morfologia
Els mascles poden assolir els 50 cm de longitud total.

## Distribució geogràfica
Es troba des d'Hondures fins a l'Uruguai.